# Lise Cabble
Lise Cabble, est une auteure-compositrice et chanteuse danoise, née le 10 janvier 1958 à Amager.

## Biographie
Elle a participé au concours de l'Eurovision 2009 et 2011.